# 新斯特罗伊卡市镇
新斯特罗伊卡市镇（俄语：Новостроевское муниципальное образование）是俄罗斯联邦伊尔库茨克州切列姆霍沃区所属的一个市镇。其下辖有个居民点，行政中心为新斯特罗伊卡。据2016年统计，该市镇的人口为701人。